# Rob. M. Sloman
Die Reederei Rob. M. Sloman wurde 1793 in Hamburg als Schiffsmaklergeschäft gegründet und ist die älteste deutsche Reederei.
Im Jahre 1973 übernahm sie die 1873 in Bremen gegründete Neptun-Reederei, die heute als Sloman Neptun Schiffahrts AG in Bremen die eigentlichen Schifffahrts-Aktivitäten durchführt. Die weiterhin bestehenden Sloman-Firmen (u. a. Rob. M. Sloman & Co. oHG, Rob. M. Sloman jr. Schiffahrts-K.G.) sind bis heute im Hamburger Slomanhaus ansässig.

## Geschichte

### Gründung eines Schiffsmaklergeschäfes (1793)
Der Kapitän William Sloman (1744–1800) war von Great Yarmouth (England) nach Hamburg übergesiedelt, das sich zu einer aufstrebenden Hafenstadt entwickelte. Er erhielt hier 1791 das Bürgerrecht und gründete 1793 am Stubbenhuk 33 ein Schiffsmaklergeschäft. Er wurde bei der Gründung und den Geschäften von seinen Söhnen William Palgrave (1778–1811) und Robert Miles unterstützt.
Nach dem Tod des Vaters William führte William den Logierbetrieb fort. Robert übernahm den Maklerstock, die Geschäfte mit Schwerpunkt „Abfertigung von Schiffen“ gingen besonders aufgrund der Kontinentalsperre Napoleons, die Hamburg lähmten, schlechter. Der Handel verlagerte sich nach Dänemark. Ab 1814 – die Kontinentalsperre war beendet – blühten der Handel und die Schifffahrt mit Kolonialwaren über England auf. 1825 entstand eine Dampferlinie von Hamburg nach London und 1828 nach Kingston upon Hull. 1836 fuhren 15 Dampfer auf 122 Reisen nach London. Die Verbindung Hamburg–Hull hatte 1836 mit elf Dampfern und 101 Reisen ihren Höhepunkt. 1838/1839 plante Sloman seinen Einstieg in diese Schifffahrtsverbindungen.
1840 gründete Sloman deshalb die Hanseatische Dampfschiffahrts-Gesellschaft zu Hamburg. Die Raddampfer Hamburg und Manchester kamen in Dienst und ein Liniendienst zwischen Hamburg und Kingston upon Hull entstand. 

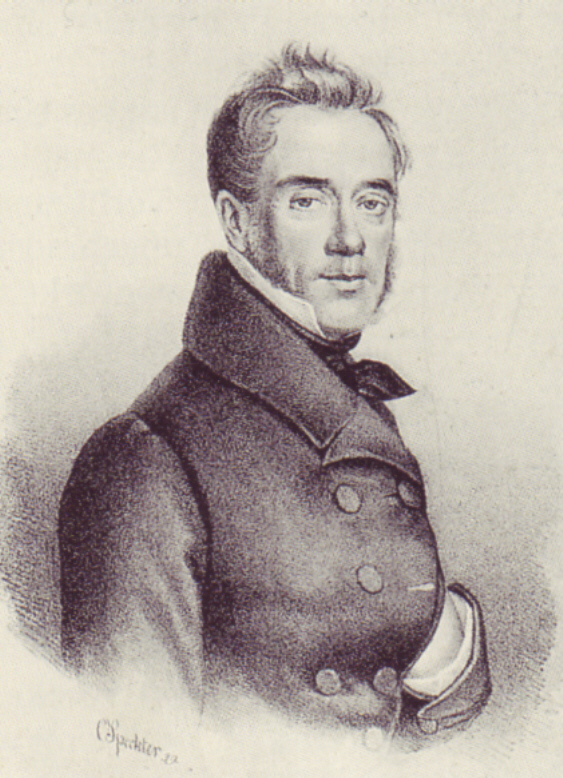
Robert Miles Sloman

Den 1828 eröffneten regelmäßigen Liniendienst „Regulaire Packetschiffahrt zwischen New York und Hamburg“ gründete er noch als Schiffsmakler, als Reeder fungierten die Kapitäne. Wie der Name aussagt, sind es die Bestrebungen einer regelmäßigen Postbeförderung (Briefe wurden zu Paketen geschnürt), die seine Pläne unterstützten.
Die beginnende Auswanderung wurde berücksichtigt, womit regelmäßige Ladungen in eine Richtung schon garantiert waren. Somit galt Robert Miles Sloman als Pionier der Linienschifffahrt. Bisher reichte die Ladung der Schiffe oft nur für eine Richtung und der Kapitän suchte sich oft in anderen Häfen Ladung für die Rückreise. Da dies oft nicht möglich war, übernahm er Ladung für andere Häfen und kam über diese Umwege manchmal erst Jahre später wieder im Heimathafen an.

### Sloman wird Reeder (1838) und Nachfolger
Da Robert Miles Sloman nicht gleichzeitig als Makler und Reeder auftreten durfte, übernahmen seine Kapitäne im Nordamerika-Dienst die Rolle der Reeder. Um selbst als Reeder aktiv werden zu können, übergab er seinem Sohn Robert Miles Sloman jr. das Maklergeschäft. Mit fünf Seglern begann Robert Miles Sloman das eigene Reedereigeschäft und baute es zielstrebig zur größten Hamburger Reederei aus. Ein Versuch erster weltweiter Kreuzfahrten fand 1845 nicht genügend Kunden. 1859 war die Reederei mit 21 Schiffen zur größten Reederei Hamburgs aufgestiegen.
1845 eröffnete er die Linie von Hamburg nach New Orleans. Neben England und Nordamerika fuhren seine Schiffe auch Häfen der Ost- und Westküste Südamerikas an. Nach England fuhren ab 1841 seine ersten Dampfschiffe. Die Erfahrungen ermutigten ihn, auch seinen Nordamerika-Dienst mit Dampfern zu ergänzen, dies besonders vor dem Hintergrund der wachsenden Konkurrenz durch die Segelschiffe der 1847 gegründeten Hapag.
Robert Miles Sloman starb 1867 und sein Sohn Robert Miles Sloman jr. übernahm die Geschäfte. Er hatte ab 1864 Sitz in der Hamburger Bürgerschaft und war 1867 Abgeordneter des Konstituierenden Reichstag des Norddeutschen Bundes. Er nahm 1868 Edward Carr (1835–1892), 1872 John Alfred Edye (1845–1919), Crisia Sloman (1841–1933) mit Friedrich Leopold Loesener (1834–1903) und Stephani Sloman (1848–1945) mit Carl Alphons Brödermann (1840–1892) als Teilhaber in die Firma auf. Noch in den 1980er Jahren vertrat John A. Edyes Nachkomme Henry S. Edye (* 1909) als Teilhaber die sechste Generation der ältesten Reederei Hamburgs. 1900 starb der Enkel des Firmengründers Robert Miles Sloman der Jüngere. Um 1900 bestand die Flotte aus 21 Schiffen und der Maklerbereich fertigte 120 Schiffe jährlich ab.

### Verschiffung von Auswanderern
Seit 1836 war auch die Auswanderung über Hamburg offiziell zugelassen. Sloman sah darin ein gutes Geschäft im Liniendienst von Hamburg nach New York, den er mit Segelschiffen betrieb. 
Ab 1841 wurden durch Sloman New Orleans und Häfen im Golf von Mexiko angelaufen und danach Häfen in Texas. 3.318 Auswanderer gelangten dadurch bis 1860 in die Südstaaten der USA. Einzelfahrten führten auch ab 1839 nach Kanada und verstärkt ab 1852 wurden zuweilen bis zu 16 Schiffe jährlich abgefertigt. Nachdem der Apotheker Hermann Blumenau ab 1848/1850 eine Siedlerkolonie in Brasilien gründete, bediente die Slomanreederei ab 1856 mit einer Linie diese Region; bis 1865 wurden 5.298 Emigranten befördert und bis 1876 waren es 14.167 Auswanderer auf rund 80 Schiffen. Von 1848 bis 1858 führte die Reederei Schifffahrtsverbindungen nach Australien durch, sie konnte diese Verbindungen aber nicht verstetigen.
Sloman ließ er unter anderem den Dreimaster Leibnitz, ein Frachtsegler mit 55 Meter Länge und 10 Meter Breite, für die Verschiffung von Emigranten nach Amerika umbauen. Dazu wurden Zwischen- und Orlopdeck mit Etagenbetten für 544 Menschen ausgestattet. Bei der zweiten Auswandererfahrt der Leipzig ab 2. November 1867 nach New York waren 438 Menschen im Zwischendeck. Im lichtlosen Orlopdeck wurden 79 Erwachsene, 22 Kinder und fünf Säuglinge untergebracht. Für 575 Menschen waren 3800 Pfund Brot, 14 Tonnen Ochsenfleisch, fünf Tonnen Speck, Bohnen, Butter und Wasser ungekühlt an Bord. Darunter die auf der vorherigen Fahrt nicht verbrauchten und ein Dreivierteljahr alten Verpflegungsreste. Sloman staut für 70 Tage, obwohl nach den Hamburger Vorschriften Vorräte für 91 Tage mitzuführen wären. Jedem Reisenden wurden täglich nur 0,3 Liter Wasser zugeteilt. Nach 70 Tagen Überfahrt waren durch Hunger, Durst und Cholera 105 der Passagiere gestorben, die Überlebenden kamen auf das Hospitalschiff Illinois. Wenige Tage zuvor war der Sloman-Segler Lord Brougham eingelaufen, auf dem von 383 Passagieren 75 gestorben waren. Experten bezeichneten die verdreckte Leibnitz als eine „Pesthöhle“. Die Deutsche Gesellschaft der Stadt New York warnte die deutschen Auswanderer davor, „sich der Schiffe des Hrn. R. M. Sloman in Hamburg anzuvertrauen“. Nach Ermittlungen des Hamburger Obergerichts wurde kein Verschulden durch Sloman festgestellt und bemerkt, „die Opfer seien selbst schuld an ihrem Ende“. Sloman taufte die Leibnitz um in Liebig und verschiffte mit ihr 536 Passagieren nach Québec. 41 von ihnen starben auf der Überfahrt. 1870 gab es auch Beschwerde über gesetzwidrige Einrichtung des Sloman-Schiffes Palmerston. Wegen des Sloman-Schiffes Palmerston gab es „Beschwerde über gesetzwidrige Einrichtung(en), 1869-1870“.

### Australienfahrt (1841–1886)
Ab 1841 war Sloman in der Australienfahrt engagiert. Hier waren Dampfer aufgrund der großen Entfernungen und anfangs schlechter Wirkungsgrade um drei Prozent (1850) den Seglern unterlegen. Die Kohlebunker hätten kaum Ladung zugelassen und auch die Kohleversorgung war ungenügend. Dies änderte sich rasch. Durch technische Verbesserungen erreichte der Wirkungsgrad um 1890 etwa neun Prozent.
Im Jahre 1881 wurde die Australia-Sloman-Linien-AG gegründet und mit sechs neuen, in England gebauten Dampfern (2200 bis 2500 BRT) betrieben, die auch für Passagiere eingerichtet waren. Die Dampfer Catania, Sorrento und Marsala waren die ersten deutschen Schiffe mit Kühlanlagen für den Gefrierfleischtransport. Nach vier Jahren wurde diese Linie jedoch wegen der 1885 verabschiedeten Postdampfer-Gesetze eingestellt, da der Norddeutsche Lloyd (NDL) die Ausschreibung für diese subventionierten Postdampfer-Linie für sich entschied.

### Der erste Dampfer (1850)

Die Helena Sloman war das erste deutsche Dampfschiff im Überseeverkehr

Im Jahre 1850 fuhr sein erster Dampfer, der Schraubendampfer Helena Sloman (800 Bruttoregistertonnen, 310 Passagiere, 40 Mann Besatzung, mit möglicher Hilfsbesegelung) von Hamburg nach Nordamerika und erreichte New York nach 28 Tagen. Die Rückreise dauerte sogar nur 18 Tage. Dies war eine enorme Verbesserung, gemessen an einer Reisedauer der Segler von 50 Tagen bis 70 Tagen. Die Helena Sloman fuhr als erster regelmäßiger transatlantischer Dampfer auf dem Nordatlantik. Im November 1850 geriet das Schiff vor Neufundland bei schwerem Sturm in Seenot und sank. Besatzung und Passagiere wurden bis auf neun Personen gerettet. Trotz des Untergangs dieses Dampfers während seiner dritten Reise setzten sich die Schraubendampfer durch. Im Jahre 1856 benötigten die Dampfer von Europa nach Amerika noch zirka 16 bis 17 Tage. Bis 1868 wurde die Reisezeit auf 9 bis 10 Tage verkürzt.

### Mittelmeer-Linie (1872)

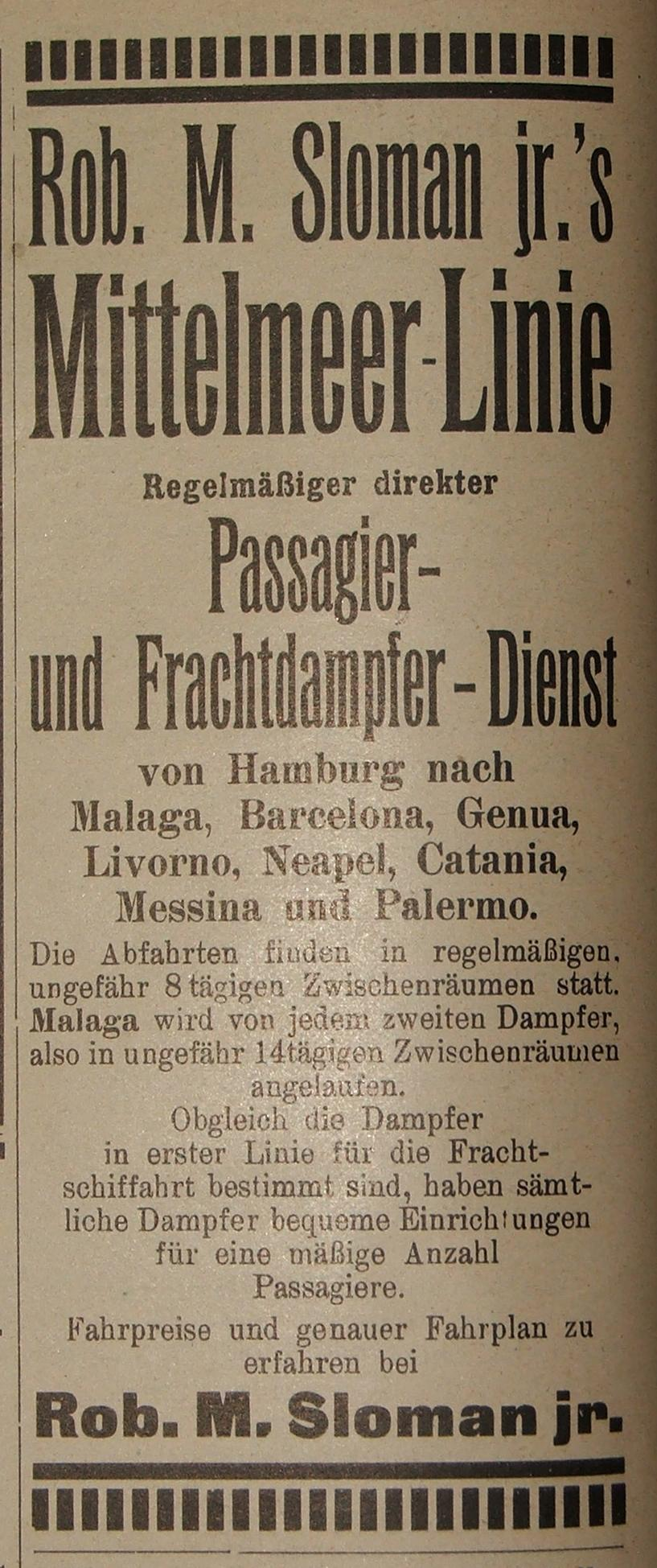
Zeitschriftenannonce der Reederei von 1913

Senator Eiffe war Aufsichtsratsvorsitzender bei der Adler-Linie

Die Firma Rob. M. Sloman & Co. wurde 1872 gegründet, und beide Firmen betrieben von nun an die Geschäfte. 1872 erfolgte die Gründung der von Hamburg ausgehenden und bis Italien führenden Mittelmeer-Linie. Dafür wurden neue Schiffe eingesetzt, die aufgrund aufwendiger Lüftungsanlagen auch Südfrüchte transportieren konnten. Bis 1900 waren wegen des stetigen Wachstums 22 Dampfer mit zusammen 55.000 Bruttoregistertonnen in diesem Dienst beschäftigt. Inzwischen wurden auch nordafrikanische Häfen angelaufen.

### Adler-Linie (1872)
Die als Adler-Linie bekannt gewordene Deutsche Transatlantische Dampfschiffahrt-Gesellschaft wurde neben Sloman maßgeblich von der Anglo-Deutschen Bank und einer großen Gruppe namhafter Hamburger Kaufleute gegründet, da in den prosperierenden Gründerjahren der Schiffsraum im Nordatlantik-Dienst oft knapp wurde. Acht Schiffe wurden in England bestellt, Bauaufsicht führte Ernst Voss, der spätere Mitbegründer von Blohm & Voss. Nach kurzem aber heftigem Konkurrenzkampf übernahm Hapag im Jahre 1875 die Adler-Linie.

### Union-Linie (1886)

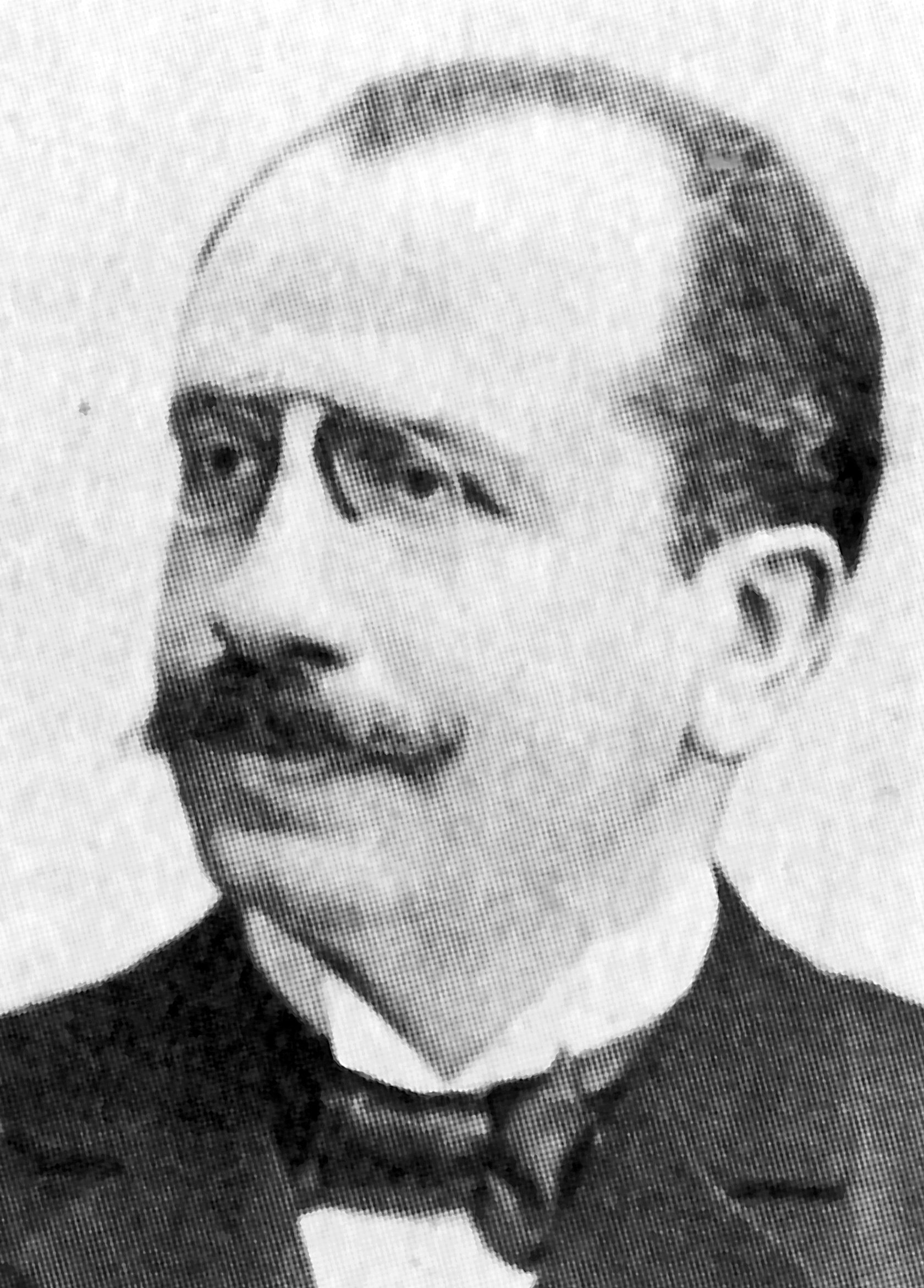
Albert Ballin wurde 1899 Generaldirektor der Hapag

1879 schied Edward Carr (1835–1892), Neffe von Robert Miles Sloman d. J., als Teilhaber aus und führte eine Schiffsmaklerei. Carr war erfolgreich bei der Passagierfahrt nach Nordamerika. Die Carr-Linie konnte 1883 bei 29 Fahrten 16.471 Emigranten befördern und damit einviertel des Hamburger Auswandererverkehrs. Sloman mit seiner Australienlinie und Carr verbanden sich 1886 vertraglich zur Union-Linie, die die Linie Hamburg – New York mit 12 Dampfern von 2.000 bis 3.500 Tonnen befuhr. Sloman brachte hier seine fünf Dampfer aus dem Australiendienst ein. Mit Carr-Schiffen wurden Auswanderer billiger als mit den Hapag-Schiffen über den Atlantik befördert. Die Union-Linie war mit einem Tonnagevolumen von 27.000 BRT gegenüber der Hamburg-Amerika-Linie mit 69.000 BRT ein respektabler Konkurrent in diesem Bereich. Die Konkurrenz zur Hapag im Nordatlantik-Dienst führte, zur Vermeidung von Ratenkämpfen, schon 1886 zu einem Gemeinschaftsdienst. Union und Hamburg-Amerika-Linie bildeten einen Pool, bei dem die Hamburg-Amerika-Linie die Führung übernahm. Albert Ballin wurde der Leiter für das Passagegeschäft. Neun Jahre später erfolgten die Übernahme durch die Hapag und der Eintritt Ballins in die Hapag; 1899 war er deren Generaldirektor, und unter seiner Führung expandierte die Hapag in kurzer Zeit zur weltgrößten Reederei. 1901 teilten die Sloman-Erben den Besitzstand der Union wieder auf.

### Kühlschifffahrt (1881–1979)
Ab 1881/82 transportierten die Catania, die Sorrento und die Marsala Gefrierfleisch von Australien und Neuseeland nach London. Die Sorrento war der erste Kühldampfer (nach Kühlsegelschiffen), der Gefrierfleisch von Neuseeland nach London brachte. Das Fruchtschiff Alstertor (ehemals Rose) verließ am 4. Juli 1939 Hamburg, um Apfelsinen und Bananen von Santos zu holen. Die Alsterufer wurde im September 1939 von der Eriksbergwerft in Göteborg abgeliefert. Der Zweite Weltkrieg verhinderte den weiteren Einsatz, beide Schiffe gingen im Krieg verloren. Im Jahre 1952 wurde die zweite Alsterufer und 1954 die zweite Alstertor von der Deutschen Werft abgeliefert. Diese Schiffe waren baugleich mit der Perikles der Reederei F. Laeisz. Sie wurden in der Fruchtfahrt zwischen Hamburg und Ecuador eingesetzt. Das 1949 von der Öresundsvarvet als Glomdal gebaute Kühlschiff wurde 1956 übernommen und in Alsterkamp umbenannt. Die Alsterblick von Blohm & Voss folgte 1959. Die Sloman Alsterpark und die Sloman Alstertor waren die letzten Kühlschiffe für Sloman, sie wurden 1968 von den Howaldtswerken Deutsche Werft abgeliefert. Im Jahre 1979 gab die Reederei die Kühlschifffahrt auf.

### Wiederaufnahme des Mittelmeer-Dienstes (1921)
Vor dem Ersten Weltkrieg bestand die Sloman-Flotte aus 22 Schiffen, die bis auf eines im bzw. nach dem Krieg verlorengingen. Nach dem Ersten Weltkrieg musste die Reederei fast alle Schiffe – bis auf zwei – an die Alliierten abgeben. Sie begann wieder 1921 mit den Mittelmeer-Diensten und in Genua und Madrid wurden Büros eingerichtet. Spezielle Kühlschiffe übernahmen den Fruchttransport. 1937 hatte die Reederei wieder 23 Schiffe mit 57.361 BRT unter ihrer Flagge. Der Neuaufbau der Flotte war 1939 abgeschlossen und umfasste 21 Schiffe mit 49.000 Bruttoregistertonnen, die auch wieder in der Mittelmeer-Fruchtfahrt eine wichtige Rolle spielten. Für Fahrten nach Mittel- oder Südamerika reichten die Lüftungsanlagen nicht mehr aus, um die Haltbarkeit der Früchte zu gewährleisten. Im Jahre 1939 wurden daher Kühlschiffe aus Skandinavien gekauft und in Fahrt gebracht.

### Union Afrika-Linie (1951)
Der Zweite Weltkrieg führte wie bei den meisten deutschen Reeder zu einem Totalverlust aller Schiffe und die Reederei begann nach dem Zweiten Weltkrieg ohne eigene Schiffe. Die mit anderen Reedereien gegründete Union Afrika-Linie begann 1951 mit vier Neubauten in einer Partnerschaft mit der Mathies-Reederei, Hamburg, einen Westafrikadienst. Im Jahre 1954 nahmen auch die DAL gemeinsam mit der Woermann-Linie ihre Afrikadienste wieder auf mit der ein Zusammenschluss unter der Woermann-Flagge erfolgte. Sloman übernahm die Hamburger Linienagentur.

### Erneute Wiederaufnahme des Mittelmeer-Dienstes (1953)
Seit 1949 gab es mit der Bremer Dampfschifffahrts-Gesellschaft „Neptun“ einen Gemeinschaftsdienst mit Charterschiffen zur spanischen Küste im Mittelmeer. Im Jahre 1953 wurde auch das angestammte Fahrtgebiet im Mittelmeer mit dem britischen Partner United Baltic Corporation (UBC) wieder aufgenommen. Als die UBC die Partnerschaft beendete, wurde der Dienst wieder unter dem alten Namen „Rob. M. Sloman jr.’s Mittelmeer-Linie“ betrieben.

### Teamline (1966)
Über die zur Firmengruppe gehörende Mathies Reederei KG ging das Unternehmen im Jahr 1966 eine Zusammenarbeit mit H. M. Gehrckens und der schwedischen Reederei Nordström & Thulin ein. Unter dem Namen Teamline wurde von Sommer 1967 bis Anfang 1972 ein gemeinsamer Liniendienst von Hamburg über Kiel nach Stockholm betrieben, auf dem zwei neugebaute ConRo-Schiffe des Sietas Typs 52 (MS Hansa und MS Wasa) zum Einsatz kamen.

### Schwergutfahrt (1972)
Zum Export besonders großer oder schwerer Maschinen und Anlagen setzte die Reederei die gemeinsam mit der englischen Blue Star Line bestellten Schiffe Starman America und Starman Africa ein.

### Sloman Neptun Schiffahrts AG (1974)
1973 übernahm Sloman die Mehrheit der Aktien der 1873 gegründeten Bremer Reederei D.G. Neptun. Seit 1974 führt das Unternehmen den Namen Sloman Neptun Schiffahrts-Aktiengesellschaft. Die Schifffahrts-Aktivitäten wurden nach Bremen verlagert.